# Jack Roslovic
Jack Roslovic (Columbus, Ohio, 29 de enero de 1997), apodado Rosie, es un jugador profesional estadounidense de hockey sobre hielo que se desempeña en la posición de centro en Carolina Hurricanes, equipo de la National Hockey League (NHL).

## Carrera
Fue seleccionado en la primera ronda en la NHL Entry Draft de 2015. En 2016 hizo su debut profesional con el equipo Winnipeg Jets, en el cual jugó cuatro temporadas (2016-2020), después pasó a Columbus Blue Jackets (2020-2023), luego a New York Rangers (2023-2024), posteriormente a Carolina Hurricanes, donde lleva jugando una temporada.